# Copa del Món de ciclisme de 1996
La Copa del Món de ciclisme de 1996 fou la 8a edició de la Copa del Món de ciclisme.

## Calendari
| Data         | Cursa                       | País          | Vencedor               | Equip del vencedor      |
| ------------ | --------------------------- | ------------- | ---------------------- | ----------------------- |
| 23 de març   | Milà-Sanremo                | Itàlia        | Gabriele Colombo (ITA) | Gewiss-Playbus          |
| 7 d'abril    | Tour de Flandes             | Bèlgica       | Michele Bartoli (ITA)  | MG Maglificio-Technogym |
| 14 d'abril   | París-Roubaix               | França        | Johan Museeuw (BEL)    | Mapei-GB                |
| 24 d'abril   | Lieja-Bastogne-Lieja        | Bèlgica       | Pascal Richard (SUI)   | MG Maglificio-Technogym |
| 27 d'abril   | Amstel Gold Race            | Països Baixos | Stefano Zanini (ITA)   | Gewiss-Playbus          |
| 10 d'agost   | Clàssica de Sant Sebastià   | Espanya       | Udo Bölts (GER)        | Team Deutsche Telekom   |
| 18 d'agost   | Leeds International Classic | Regne Unit    | Andrea Ferrigato (ITA) | Roslotto-ZG Mobili      |
| 25 d'agost   | Campionat de Zuric          | Suïssa        | Andrea Ferrigato (ITA) | Roslotto-ZG Mobili      |
| 15 d'octubre | París-Tours                 | França        | Nicola Minali (ITA)    | Gewiss-Playbus          |
| 21 d'octubre | Giro de Llombardia          | Itàlia        | Andrea Tafi (ITA)      | Mapei-GB                |
| 27 d'octubre | Japan Cup                   | Japó          | Mauro Gianetti (SUI)   | Polti                   |

## Classificacions finals

### Classificació individual
| Posició | Ciclista             | Equip                   | Punts |
| ------- | -------------------- | ----------------------- | ----- |
| 1       | Johan Museeuw        | Mapei-GB                | 162   |
| 2       | Andrea Ferrigato     | Roslotto-ZG Mobili      | 126   |
| 3       | Michele Bartoli      | MG Maglificio-Technogym | 124   |
| 4       | Andrea Tafi          | Mapei-GB                | 107   |
| 5       | Stefano Zanini       | Gewiss-Playbus          | 88    |
| 6       | Mauro Gianetti       | Team Polti              | 87    |
| 7       | Lance Armstrong      | Motorola                | 81    |
| 8       | Fabio Baldato        | MG Maglificio-Technogym | 77    |
| 9       | Davide Rebellin      | Team Polti              | 68    |
| 10      | Alexandre Gontxenkov | Roslotto-ZG Mobili      | 67    |

### Classificació per equips
| Posició | Equip                   | Punts |
| ------- | ----------------------- | ----- |
| 1       | Mapei - GB              | 101   |
| 2       | Motorola                | 61    |
| 3       | MG Maglificio-Technogym | 60    |
| 4       | Festina-Lotus           | 54    |
| 5       | Roslotto-ZG Mobili      | 52    |